# Charo Ronquillo
Charo Ronquillo (22 de abril de 1990) es una modelo filipina. Fue descrita por Bill Ford como, "esa apariencia única de Filipinas".

## Primeros años
Ronquillo fue descubierta mientras jugaba al baloncesto. Antes de entrar al instituto se describía como “de pelo corto, dientes feos, marimacho y buscapleitos,” como sus características. Solo cuando empezó a interesarse por su aspecto se planteó ser modelo.
A los 17 años, Ronquillo ganó el concurso de Ford edición Filipinas 2005. Representó a su país en la final internacional en 2006 y quedó tercera firmando un contrato de 100.000 dólares con Ford Models.

## Carrera
Desde que ganó, Ronquillo ha desfilado para Lacoste, Lela Rose, Nanette Lapore, Zero Maria Cornejo, Tory Burch, Antonio Berardi, Kenneth Cole, Mac Cosmetics Barbie Collection, Zaldy por L.A.M.B. de Gwen Stefani, BCBG, Sisley, Benetton, Julien Fournié y Eric Tibusch. Fue una de las mdoelos de Chloe Dao en la final de Project Runway temporada 2. También ha figurado en revistad como Vogue España, Vogue India, Teen Vogue, Marie Claire Paris y Estados Unidos, ELLE Vietnam, Cosmopolitan Estados Unidos y Glamour.  Ha aparecido en campañas de Old Navy, Macy's, y Sak's Fifth Avenue.